# Jupiterovi retrogradni nepravilni sateliti
Jupiterovi retrogradni nepravilni sateliti mogu se podijeliti u 4 grupe:
Grupa Ananke (9 satelita) obuhvaća retrogradne satelite na udaljenostima od Jupitera između 19.3 i 21.3 milijuna km, te s inklinacijama između 145° i 151°. Redom od Jupitera prema vani nalaze se Euporie, Orthosie, Euanthe, Thyone, Harpalyke, Hermippe, Praxidike, Iocaste i Ananke. Ananke je najveći, a prosječni promjer mu iznosi oko 28 km. Ostali sateliti su s promjerima između 2 i 7 km.
grupa Carme (10 satelita) obuhvaća retrogradne satelite na udaljenostima od Jupitera između 22.9 i 23.6 milijuna km, te s inklinacijama između 164.9° i 165.2°. Redom od Jupitera prema vani nalaze se S/2002 J1, Pasithee, Chaldene, Kale, Isonoe, Aitne, Erinome, Taygete, Karme (Carme) i Kalyke. Karme je najveći, a prosječni promjer mu iznosi oko 46 km. Ostali sateliti su s promjerima između 2 i 5 km.
Grupa Pasiphae ( 7 satelita) obuhvaća retrogradne satelite na udaljenostima od Jupitera između 22.8 i 24.1 milijuna km, te s inklinacijama između 147° i 158°. Redom od Jupitera prema vani nalaze se Eurydome, Autonoe, Sponde, Pasife (Pasiphae), Megaclite, Sinope i Callirrhoe. Najveći su Pasife (promjera 58 km) i Sinope (38 km), dok ostali sateliti imaju promjer između 2 i 7 km.
Novootkriveni retrogradni sateliti - Sateliti S/2003 J1 do S/2003 J23 su otkriveni tijekom 2003. godine, pa im putanje još nisu precizno otvrđene. Jedini čiji su podaci nešto bolje poznati je S/2003 J8. Ovi se sateliti (osim S/2003 J20) nalaze na udaljenostima od Jupitera između 18.3 i 28.6 milijuna km, a imaju inklinacije između 140° i 165°. Promjeri ovih satelita su između 1 i 4 km.